# Ilarion Ridge
Ilarion Ridge är en kulle i Antarktis. Den ligger i Sydshetlandsöarna. Argentina, Chile och Storbritannien gör anspråk på området. Toppen på Ilarion Ridge är 240 meter över havet.
Terrängen runt Ilarion Ridge är huvudsakligen kuperad, men söderut är den platt. Havet är nära Ilarion Ridge åt sydost. Trakten är glest befolkad. Närmaste befolkade plats är Maldonado Station, 11,0 kilometer nordväst om Ilarion Ridge. 